# Norska språkstriden
Norska språkstriden, språkdebatt i Norge, om vilken skriftspråksform som bör vara gällande norm i landet, speciellt bokmål eller nynorska. 

## Historik

### Bakgrund
Efter det att Norge 1814 inte längre stod under danskt styre kunde norrmännen börja frångå det danska skriftspråk som dittills varit allenarådande i landet, speciellt från unionen Danmark-Norge 1660. Under 1800-talet uppkom två former av skriftspråket, som Norge har att leva med än i dag: dels riksmål (sedan 1929 bokmål), resultatet av en gradvis förnorskning av det danska skriftspråket på basis av det dannede dagligtale, det vill säga bildade människors talspråk i städerna, dels landsmål (sedan 1929 nynorska), det skriftspråk som Ivar Aasen skapade på basis av norska dialekter som i högre grad bevarat fornnorska drag. Dessa bägge språkvarianter och de bakomliggande filosofierna har sedan mitten av 1800-talet stått i skarp kontrast mot varandra, och den upprörda kampen mellan de bägge målformernas respektive anhängare har innefattat allt från stortingsbeslut till bokbål.

### Från sekelskiftet till 1972
Den första språkstriden gällde å ena sidan nynorskans rätt att räknas som fullvärdigt samhällsbärande språk, å andra sidan motståndet mot landsmålsrörelsens kampmål att göra sitt språk till Norges enda skriftspråk. Frågan var aktuell kring sekelskiftet 1900, då allt fler städer och byar valde nynorskan som undervisningsspråk i skolorna. Kampen som drevs av landsmålsföreningen Noregs Mållag motiverade tillkomsten av Riksmålsforbundet 1907. Efter 1929, då skriftspråken döptes om till de neutralare bokmål och nynorska, har nynorskans existensberättigande inte varit lika ifrågasatt. Nynorska är namnet på det norska språk som hade utvecklats på 1500-talet från medeltidsnorskan. Senare bröt en hätsk, men kanske inte lika ödesdiger, språkstrid ut kring frågan om hur mycket rättskrivningsnormen för bokmålet skulle anpassas till det folkliga tal- och vardagsspråket.
En större revision av den norska rättstavningen gjordes 1907, då man bland annat, ganska okontroversiellt, i riksmålet övergick från danska konsonanter b, d och g till de mer uttalsnära p, t och k i många ord, som i skib/skip, ud/ut och kage/kake, som förekom särskilt bland Østlandets medelklass. En mer radikal linje, den så kallade samnorsk-tanken, med målsättningen att få bokmålet och nynorskan att så småningom smälta samman, följdes i den 1938 statligt reviderade rättskrivningen. Den väckte föga debatt då Norge under andra världskriget hade annat att tänka på. Skolböckerna behövde bytas ut överlag, så ⅓ av eleverna blev därmed undervisade på nynorska. Men 1952, då Norsk språknemd inrättats, med uppdrag att arbeta för ”tilnærming” av bokmål och nynorska ”på norsk folkemåls grunn”, kom en kraftig motreaktion från Riksmålsforbundet som gav ut en konservativ ordlista som alternativ till rättskrivningen från 1938. 1953 grundades Det Norske Akademi for Sprog og Litteratur av en grupp författare och intellektuella, med syfte att motverka den stilistiska utarmning som de menade att tillnärmningen av de bägge skriftspråken skulle innebära. Därmed lades stridslinjer för en rad konflikter, som inte bilades (eller institutionaliserades) förrän en statlig ”språkfredskomité” på 1960-talet reviderade samnorsk-linjen och ett nytt Norsk språkråd inrättades 1972 där också Riksmålsforbundet kunde representeras. Ett av de främsta stridsäpplena var frågan om vilken rättstavning skolans läroböcker skulle följa, och den första så kallade ”læreboknormalen”, utsänd från språknemden 1959, väckte debatt och protester i språkkonservativa kretsar. Föräldrar strök över de nya språkformerna i barnens läroböcker och ersatte med konservativa former. Föräldraföreningar i Oslo ordnade bokbål och brände de nya skolböckerna och samlade in pengar för tryckning av nya. En grupp författare bröt sig ur Norges författarförening, då de menade att denna inte rätt företrädde sina medlemmars intressen om den inte bekämpade de statliga försöken till språkstyrning.
Det var ett faktum att en liberalisering av skriftspråksnormen innebar att drag ur talspråket (’vulgärspråket’, ’folkemålet’) släpptes in. För Riksmålsförbundet och dess liktänkande, som byggde sin kulturkamp på det ”dannede talesprog”, upplevdes ordformer som språk i stället för sprog, snø i stället för sne och framför allt böjningsformer som (jeg har) snakka i stället för snakket och boka i stället för boken som vulgära. Man protesterade särskilt mot att gamla, danska former (som vann och frem) skulle "utrotas".
Företrädare för nynorska pläderade för sin sak på olika sätt och uppmuntrade till norsk identifiering under devisen "snakk dialekt - skriv nynorsk!".

### Senare reformer och nutida språkdebatt
I nya språkreformer, 1981 och 2005, har man infört fler varianter av stavnings- och böjningsformerna i ordböckerna, och frångått en del förändringar från 1938 som inte slagit igenom i praktiken hos folket. Norska skribenter kan välja sin egen linje bland variantformerna och skriva moderat eller radikalt bokmål eller moderat eller radikal nynorska. 
I dag är den kanske mest högljudda, men mindre inflytelserika språkstriden den som dagligen pågår i de norska skolorna, där alla elever ska få undervisning och skrivträning i "sidemålet". Nynorskan är mindre populär bland norska ungdomar med bokmål som huvudspråk (och kallas av somliga för "spynorsk"). Ca 16 % av eleverna får sin undervisning på nynorska.
Den norska språkstriden rasar inte lika het som förr, men inom överskådlig framtid kommer språksituationen i Norge att fortsätta vara splittrad. Kombattanterna är lika många som språkvarianterna:
- Noregs Mållag, som kämpar för utvidgat bruk av nynorska
- Riksmålsforbundet, som hävdar sin rätt att följa rättstavningen från 1986
- Landslaget for språklig samling, som fortfarande siktar mot en enda norsk skriftspråksnorm
- Ivar Aasen-sambandet, som vill skriva "högnorska" enligt Aasens ursprungliga rättskrivning
- Bokmålsforbundet, som motarbetar bruk av nynorska i till exempel skolans modersmålsundervisning
- Norsk språkråd, som i möjligaste mån söker kompromissa mellan ovanstående synpunkter.

## Källhänvisningar
- Norge mot Noreg, Språktidningen Juni 2009
- Norge eller Noreg – språkstriden lever, Svenska Dagbladet 2005-05-29